# Nuoto ai Giochi della XXVII Olimpiade - 200 metri rana femminili
Si sono svolte 5 batterie di qualificazione. Le prime 16 atlete si sono qualificate per le semifinali.

## Batterie
19 settembre 2000

### 1ª batteria
| Posizione | Atleta               | Paese        | Tempo   |
| --------- | -------------------- | ------------ | ------- |
| 1         | Isabel Ceballos      | Colombia     | 2:34.09 |
| 2         | Jenny Rose Guerrero  | Filippine    | 2:38.10 |
| 3         | Olga Moltchanova     | Kirghizistan | 2:41.43 |
| 4         | Anastasiya Korolyova | Uzbekistan   | 2:43.23 |

### 2ª batteria
| Posizione | Atleta                 | Paese     | Tempo   |
| --------- | ---------------------- | --------- | ------- |
| 1         | Ilkay Dikmen           | Turchia   | 2:33.34 |
| 2         | Inna Nikitina          | Ucraina   | 2:34.20 |
| 3         | Yi Ting Siow           | Malaysia  | 2:34.52 |
| 4         | Margarita Kalmikova    | Lettonia  | 2:35.69 |
| 5         | Adriana Marmolejo      | Messico   | 2:36.93 |
| 6         | Nicolette Teo          | Singapore | 2:37.39 |
| 7         | Iris Edda Heimisdottir | Islanda   | 2:38.52 |
| 8         | Imaday Núñez           | Cuba      | 2:41.97 |

### 3ª batteria
| Posizione | Atleta          | Paese       | Tempo       |
| --------- | --------------- | ----------- | ----------- |
| 1         | Kristy Kowal    | Stati Uniti | 2:26.73     |
| 2         | Amanda Beard    | Stati Uniti | 2:27.83     |
| 3         | Sarah Poewe     | Sudafrica   | 2:27.84     |
| 4         | Anne Poleska    | Germania    | 2:29.15     |
| 5         | Ina Hüging      | Germania    | 2:30.00     |
| 6         | Brigitte Becue  | Belgio      | 2:31.27     |
| 7         | Jaime King      | Regno Unito | 2:33.10     |
| -         | Lourdes Becerra | Spagna      | Non partita |

### 4ª batteria
| Posizione | Atleta            | Paese         | Tempo   |
| --------- | ----------------- | ------------- | ------- |
| 1         | Qi Hui            | Cina          | 2:26.76 |
| 2         | Karine Brémond    | Francia       | 2:27.13 |
| 3         | Masami Tanaka     | Giappone      | 2:27.39 |
| 4         | Beatrice Căslaru  | Romania       | 2:27.59 |
| 5         | Caroline Hildreth | Australia     | 2:27.60 |
| 6         | Ku Hyo-Jin        | Corea del Sud | 2:28.21 |
| 7         | Rebecca Brown     | Australia     | 2:28.24 |
| 8         | Elvira Fischer    | Austria       | 2:30.05 |

### 5ª batteria
| Posizione | Atleta            | Paese     | Tempo   |
| --------- | ----------------- | --------- | ------- |
| 1         | Ágnes Kovács      | Ungheria  | 2:24.92 |
| 2         | Olga Bakaldina    | Russia    | 2:28.19 |
| 3         | Luo Xuejuan       | Cina      | 2:28.43 |
| 4         | Christin Petelski | Canada    | 2:29.19 |
| 5         | Alicja Pęczak     | Polonia   | 2:29.45 |
| 6         | Junko Isoda       | Giappone  | 2:29.60 |
| 7         | Penny Heyns       | Sudafrica | 2:30.17 |
| 8         | Agata Czaplicki   | Svizzera  | 2:32.98 |

## Semifinali
19 settembre 2000

### 1° semifinale
| Posizione | Atleta            | Paese         | Tempo   |
| --------- | ----------------- | ------------- | ------- |
| 1         | Kristy Kowal      | Stati Uniti   | 2:25.46 |
| 2         | Sarah Poewe       | Sudafrica     | 2:25.54 |
| 3         | Luo Xuejuan       | Cina          | 2:25.86 |
| 4         | Karine Brémond    | Francia       | 2:27.86 |
| 5         | Caroline Hildreth | Australia     | 2:28.30 |
| 6         | Ku Hyo-Jin        | Corea del Sud | 2:28.50 |
| 7         | Anne Poleska      | Germania      | 2:28.99 |
| 8         | Junko Isoda       | Giappone      | 2:31.71 |

### 2° Semifinale
| Posizione | Atleta            | Paese       | Tempo   |
| --------- | ----------------- | ----------- | ------- |
| 1         | Ágnes Kovács      | Ungheria    | 2:24.03 |
| 2         | Qi Hui            | Cina        | 2:24.21 |
| 3         | Olga Bakaldinae   | Russia      | 2:25.41 |
| 4         | Masami Tanaka     | Giappone    | 2:26.24 |
| 5         | Amanda Beard      | Stati Uniti | 2:26.62 |
| 6         | Christin Petelski | Canada      | 2:29.43 |
| 7         | Rebecca Brown     | Australia   | 2:29.90 |
| 8         | Alicja Pęczak     | Polonia     | 2:30.02 |

## Finale
20 settembre 2000
| Posizione | Atleta         | Paese       | Tempo   |
| --------- | -------------- | ----------- | ------- |
|           | Ágnes Kovács   | Ungheria    | 2:24.35 |
|           | Kristy Kowal   | Stati Uniti | 2:24.56 |
|           | Amanda Beard   | Stati Uniti | 2:25.35 |
| 4         | Qi Hui         | Cina        | 2:25.36 |
| 5         | Olga Bakaldina | Russia      | 2:25.47 |
| 6         | Sarah Poewe    | Sudafrica   | 2:25.72 |
| 7         | Masami Tanaka  | Giappone    | 2:26.98 |
| 8         | Luo Xuejuan    | Cina        | 2:27.33 |